# Algèbre de Griess
En mathématiques, l'algèbre de Griess est une algèbre commutative non associative (en) sur un espace vectoriel réel de dimension 196 884 qui a pour groupe d'automorphismes (en) le groupe Monstre M. Il porte le nom du mathématicien Robert Griess, qui l'a construite en 1980 et l'a ensuite utilisé en 1982 pour construire M. Le Monstre fixe point par point une droite vectorielle dans cette algèbre et agit de manière absolument irréductible sur l'orthogonal de dimension 196 883 de cette droite (l'orthogonal est relatif à un produit scalaire défini sur l'espace entier et invariant par le Monstre).
La construction de Griess a plus tard été simplifiée par Jacques Tits et John H. Conway.
L'algèbre de Griess est précisément la composante de degré 2 de l'algèbre vertex du Monstre et le produit de Griess est l'un des produits de cette algèbre vertex.